# Premi de Poesia Josep Maria López Picó
El Premi de Poesia Catalana Josep Maria López-Picó és un premi de poesia catalana que atorga l'Ajuntament de Vallirana. Forma part dels Premis Literaris Vila de Vallirana.
Josep Maria López-Picó tingué una especial relació amb el poble de Vallirana, on es refugià durant la Guerra civil espanyola, fins al punt que va decidir que les seves despulles reposessin al cementiri municipal.
Des del consistori s'ha agraït al poeta, amb diverses mostres, l'amor que expressa a la vila. A part d'homenatges, l'assignació d'un carrer amb el seu nom i el bateig de la biblioteca com a Biblioteca J.M. López-Picó, l'any 1973 es va començar a gestar la idea de la creació d'un premi de poesia en català d'àmbit universal. Però no fou fins a l'any 1975 quan es va publicar la primera convocatòria. La primera edició estava dotada amb 50.000 pessetes i la va guanyar Gabriel Mora, amb l'obra Cercant amor. En la 39a edició el continuava convocant l'Ajuntament de Vallirana amb una assignació de 2.500 €, més la publicació de l'obra seleccionada. El 2020 estava dotat amb 3.500 euros.

## Guanyadors del Premi
| Any  | Guanyador                    |
| ---- | ---------------------------- |
| 1975 | Gabriel Mora i Arana         |
| 1976 | Josep Maria Boix i Selva     |
| 1977 | Lluís Gassó i Carbonell      |
| 1979 | David Jou i Mirabent         |
| 1980 | Josep Montalà López de Valls |
| 1981 | Joan de la Rúbia             |
| 1982 | Patrick Gifreu               |
| 1983 | Jordi Domènech               |
| 1984 | Desert                       |
| 1985 | Maria Mercè Marçal           |
| 1986 | Àngel Terrón Homar           |
| 1987 | Eduard Sanahuja              |
| 1988 | Hèctor Moret                 |
| 1989 | Xavier Amorós i Corbella     |
| 1990 | Alícia Tello                 |
| 1991 | Francesc Garriga             |
| 1992 | Manel Forcano i Aparicio     |
| 1993 | Marc Romera                  |
| 1994 | Esther Martínez-Pastor       |
| 1995 | Lluís Calvo i Guardiola      |
| 1996 | Ferran Lupescu               |
| 1997 | Montserrat Camps i Gaset     |
| 1998 | Jep Gouzy                    |
| 1999 | Alexandre Navarro            |
| 2000 | Amadeu Vidal i Bonafont      |
| 2001 | Víctor Batallé               |
| 2002 | Marc Masdeu                  |
| 2003 | Núria Martínez               |
| 2004 | Lala Blay                    |
| 2005 | Antoni Ribas                 |
| 2006 | Joan Perelló                 |
| 2007 | Pep Rosanes                  |
| 2008 | Pau Vadell                   |
| 2009 | Mireia Calafell              |
| 2010 | Martí Noy                    |
| 2011 | Jacint Sala                  |
| 2012 | Ramon Boixeda                |
| 2013 |                              |
| 2014 | Clara Mir Maristany          |
| 2015 | Empar Sàez                   |
| 2016 | Xavier Zambrano              |
| 2017 | Jordi Roig                   |
| 2018 | Pere Antoni Pons             |
| 2019 | Raquel Casas Agustí          |
| 2020 | Pol Guasch i Arcas           |
| 2021 | Cecília Navarro              |
| 2022 | Xevi Pujol Molist            |
| 2023 | Josep Domènech Ponsatí       |